# Les aventures de Salavin
Les aventures de Salavin è un film del 1964 diretto da Pierre Granier-Deferre.
Realizzato nel 1963, è basato sull'opera di Georges Duhamel Confessione di mezzanotte (Confession de minuit), pubblicata nel 1920, e dal primo ciclo di romanzi di Vita e avventura di Salavino (Vie et aventures de Salavin), sviluppato dal 1920 al 1932, da cui trae il titolo.

## Riconoscimenti
- 1964 – Festival internazionale del cinema di San Sebastián
  - Concha de Plata al miglior attore a Maurice Biraud